# Küçükkaraağaç, Karacabey
Küçükkaraağaç là một xã thuộc huyện Karacabey, tỉnh Bursa, Thổ Nhĩ Kỳ. Dân số thời điểm năm 2011 là 210 người.